# Dersenow
Dersenow es un municipio situado en el distrito de Ludwigslust-Parchim, en el estado federado de Mecklemburgo-Pomerania Occidental (Alemania), a una altitud de 19 metros. Su población a finales de 2016 era de 468 habs. y su densidad poblacional, 21 hab/km².
Se encuentra ubicado muy cerca de la orilla norte del río Elba y de la frontera con el estado de Baja Sajonia.